# Жиффар, Уолтер, 1-й граф Бекингем
Уолтер (Готье) II Жиффар (англ. Walter Giffard; умер 15 июля 1102) — англонормандский аристократ, сеньор де Лонгевиль-сюр-Си с 1084 года и 1-й граф Бекингем с 1097 года.

## Биография

Герб рода Жиффаров

Уолтер Жиффар II был сыном Готье Жиффара, крупного верхненормандского барона, сеньора де Лонгвиля, и Эрменгарды де Флайтель. Отец Уолтера принимал активное участие в нормандском завоевании Англии 1066 года и получил от короля Вильгельма I обширные земельные владения в Бакингемшире, Глостершире и других среднеанглийских графствах. Эти земли перешли к Вальтеру Жиффару после смерти его отца в 1084 году. Кроме того, Вальтер унаследовал владения Жиффаров в Нормандии с центром в Лонгвиле.
Во время мятежа англонормандских баронов в 1088 году Уолтер поддерживал короля Вильгельма II и спустя некоторое время, около 1097 года, получил титул графа Бекингема. После смерти Вильгельма II в 1101 году Уолтер Жиффар перешёл на сторону нормандского герцога Роберта Куртгёза и принял участие в заговоре Роберта Беллемского и Вильгельма де Варенна против нового короля Генриха I. Борьба за английский престол между Генрихом I и Робертом Куртгёзом закончилась победой первого, тем не менее Уолтер Жиффар, как и большинство других сторонников Роберта, был амнистирован и сохранил свои владения и титулы. В следующем, 1102 году граф Бекингем скончался.

## Брак и дети
Уолтер Жиффар был женат на Агнессе де Рибемон, дочери (по другим данным — сестре) Ансельма де Рибемона. По свидетельству Ордерика Виталия, Агнесса была влюблена в Роберта Куртгёза, герцога Нормандии, и, по слухам, была причастна к отравлению его жены. Дети:
- Уильям Жиффар (ум. 23 января 1129), епископ Уинчестера с 1100 года, канцлер Англии в 1093—1101 годах
- Уолтер III Жиффар (после 1084 — 18 сентября 1164), 2-й граф Бекингем и сеньор де Лонгевиль-сюр-Си с 1102 года.